# Bürgerspitalkirche St. Blasius

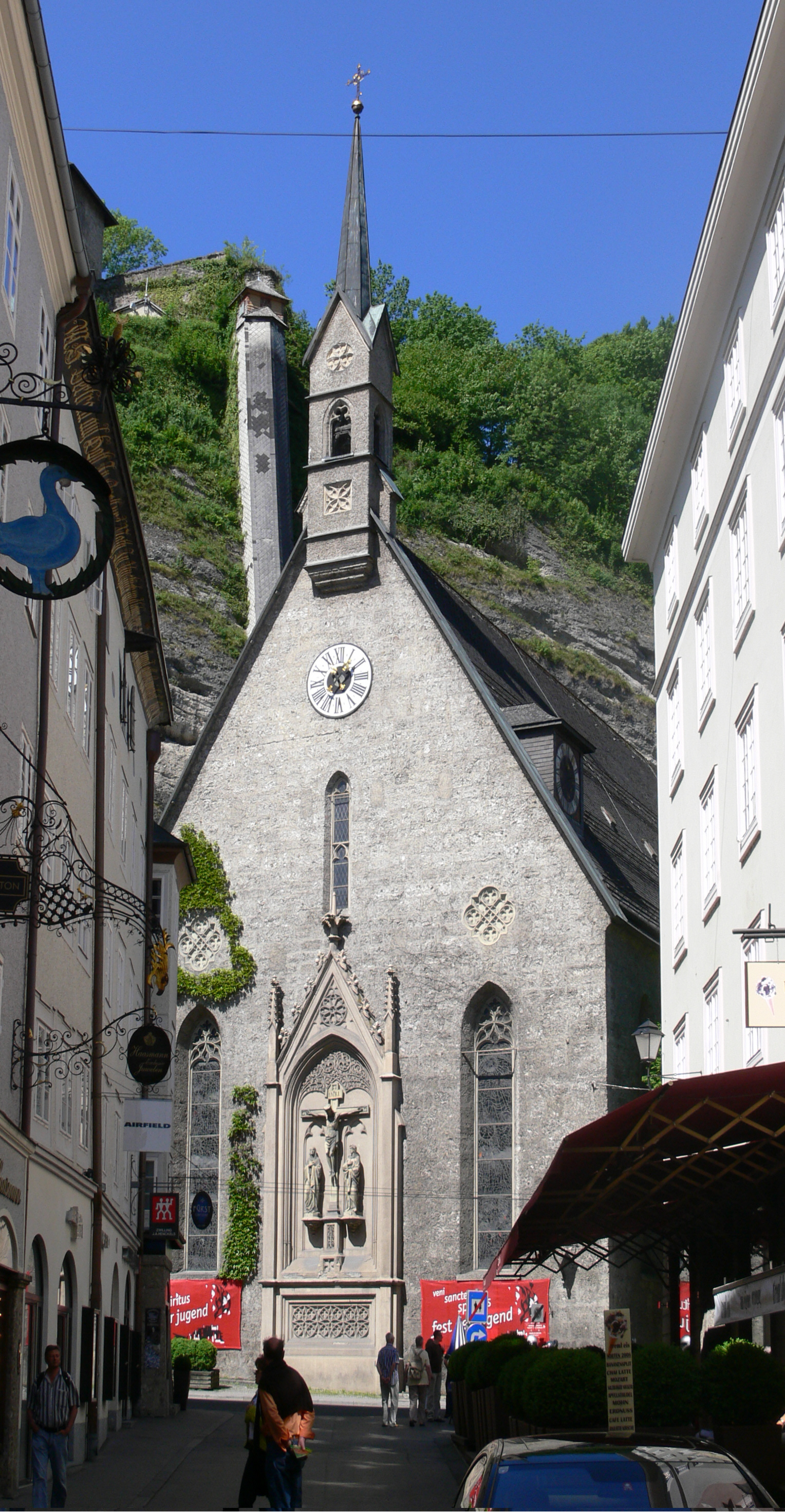
Bürgerspitalkirche St. Blasius

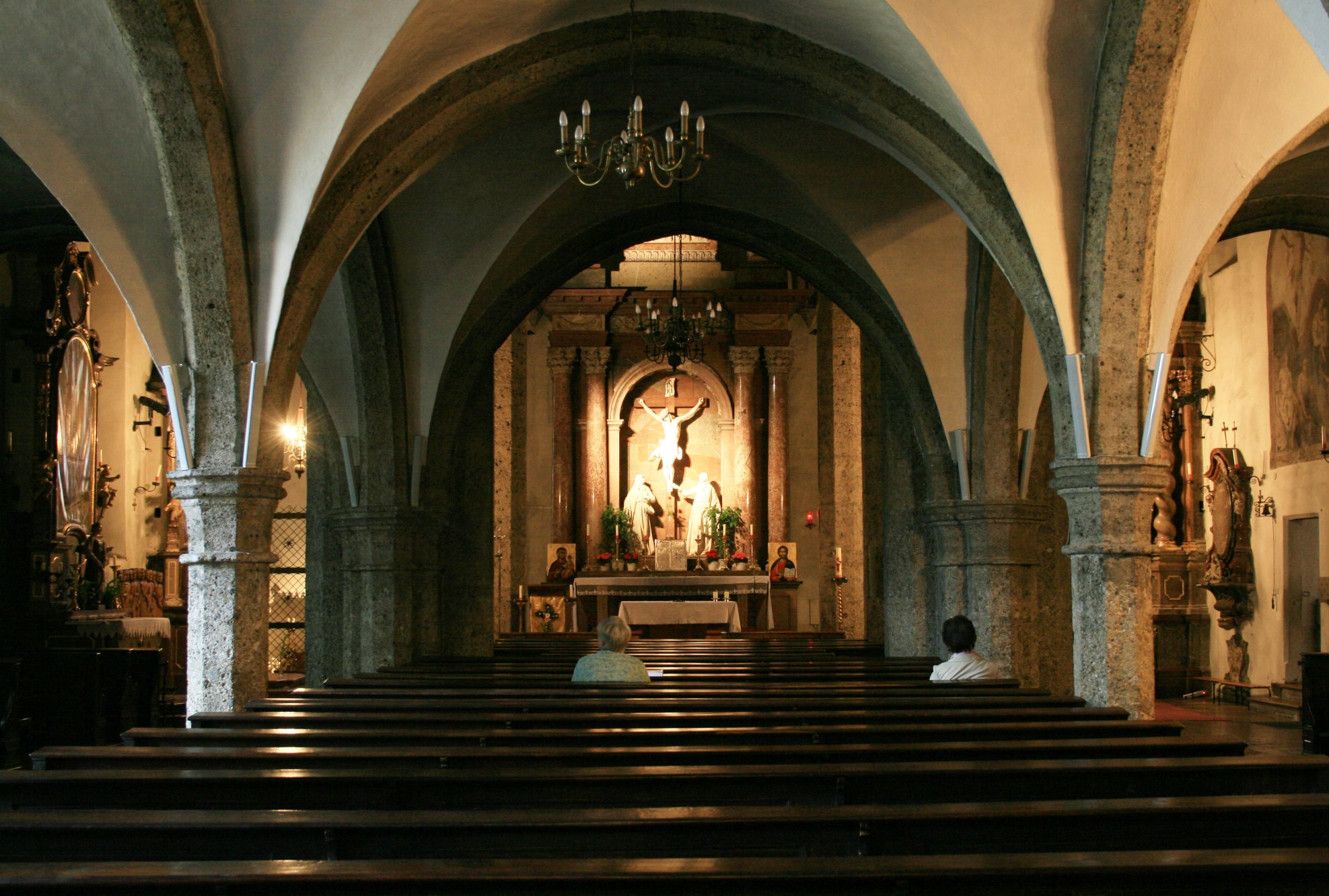
Innenansicht

Die ehemalige Bürgerspitalkirche und heutige römisch-katholische Pfarrkirche St. Blasius (die gelegentlich auch Heilig-Geist-Kirche genannt wurde) liegt in Salzburg direkt am Mönchsberg zwischen dem westlichen Ende der Getreidegasse und dem alten Gstättentor in der Altstadt. Sie wurde als Spitalkirche erbaut. Sie ist mit dem Heilig-Kreuz-Münster zu Schwäbisch Gmünd die älteste Hallenkirche im süddeutschen Raum. Die Kirche gehört zum UNESCO-Welterbe Historisches Zentrum der Stadt Salzburg.

## Geschichte
Der Admonter Mönchskonvent ließ hier 1185 auf ihrem Grund am damaligen Nordrand der Stadt Salzburg eine erste Kapelle bauen, die seinem Schutzpatron und zugleich Schutzheiligen der Kranken, dem heiligen Blasius (er war Arzt und Bischof in Armenien) geweiht war. Erzbischof Friedrich III. von Leibnitz ließ nach erfolgtem Grundtausch mit den Mönchen hier 1327 ein Spital für kranke, alte und sieche Bürger der Stadt errichten, womit eine Grundversorgung und Betreuung sichergestellt werden sollte. 1330 wurde für das neue Spital der in Grundzügen bis heute erhaltene dreischiffige Kirchenbau mit seinem Kreuzrippengewölbe geschaffen. Die Kirche bestand dabei von Anbeginn aus schweren außen unverputzten Quadern von Nagelfluh. Die Kirche wurde mit einem sehr steilen Satteldach versehen. 1410–1428 wurde die Empore der Kirche eingezogen, wobei die Emporenbrüstung als durchbrochenes Maßwerk gestaltet ist. Das neue obere Geschoß diente nun als Betchor für die Pfründner, wodurch die Kirche zur Doppelkirche wurde, die zwei gegenüberliegende Eingänge einerseits für Bürger und anderseits für Pfründner besaß. Der Altar war nun in der Mitte das Langhauses angeordnet. 1577 wurde das Gewölbe über der Empore erneuert.

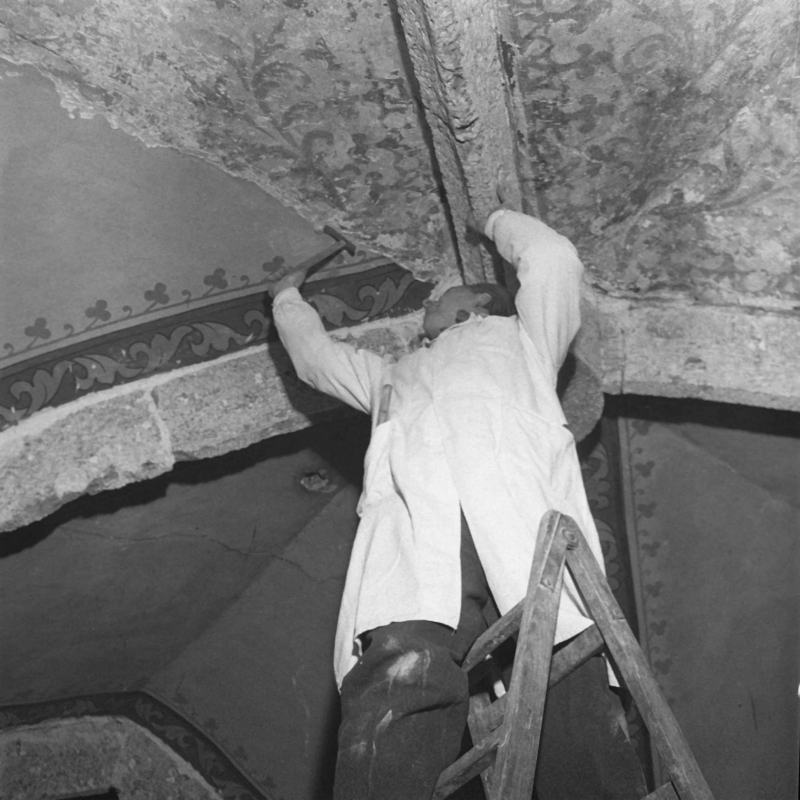
Der Künstler Bruno Malanik bei der Freilegung von Fresken (1948)

In der Barockzeit besaß die Kirche neun Altäre, bis Erzbischof Hieronymus von Colloredo 1785 einen Teil der Altäre entfernen ließ. 1864 erfolgte nach Plänen von Hugo Schneider eine Erneuerung der Kirche im neogotischen Stil. Die Bemalung im Gewölbe wurde 1937 und 1947–1950 wieder entfernt.
Eine ornamentale Gewölbemalerei aus dem 16. Jahrhundert wurde vor wenigen Jahrzehnten unter altem Putz wiederentdeckt. Die Südwand zeigt den auferstandenen Christus mit den drei christlichen Tugenden Glaube, Liebe und Hoffnung.
Die Nischenarchitektur an der Ostfassade mit der Kreuzigungsgruppe ist neugotischen Ursprungs und entstand 1866. Die drei Glasfenster im Nordosten und das Ostfenster wurden 1947 von Albert Birkle geschaffen. Sie zeigen das Wirken des Heiligen Geistes, die Verkündigung Marias, die Darbringung im Tempel und den heiligen Blasius. Die Kirchenglocke wurde 1680 von Andreas Gartner gefertigt.
1811 wurde die Kirche zur Pfarrkirche bestimmt. Sie ist heute die Kirche der Stadtpfarre Salzburg-St. Blasius und gehört zum Stadtdekanat Salzburg der Erzdiözese Salzburg.

## Bürgerspitalkirche

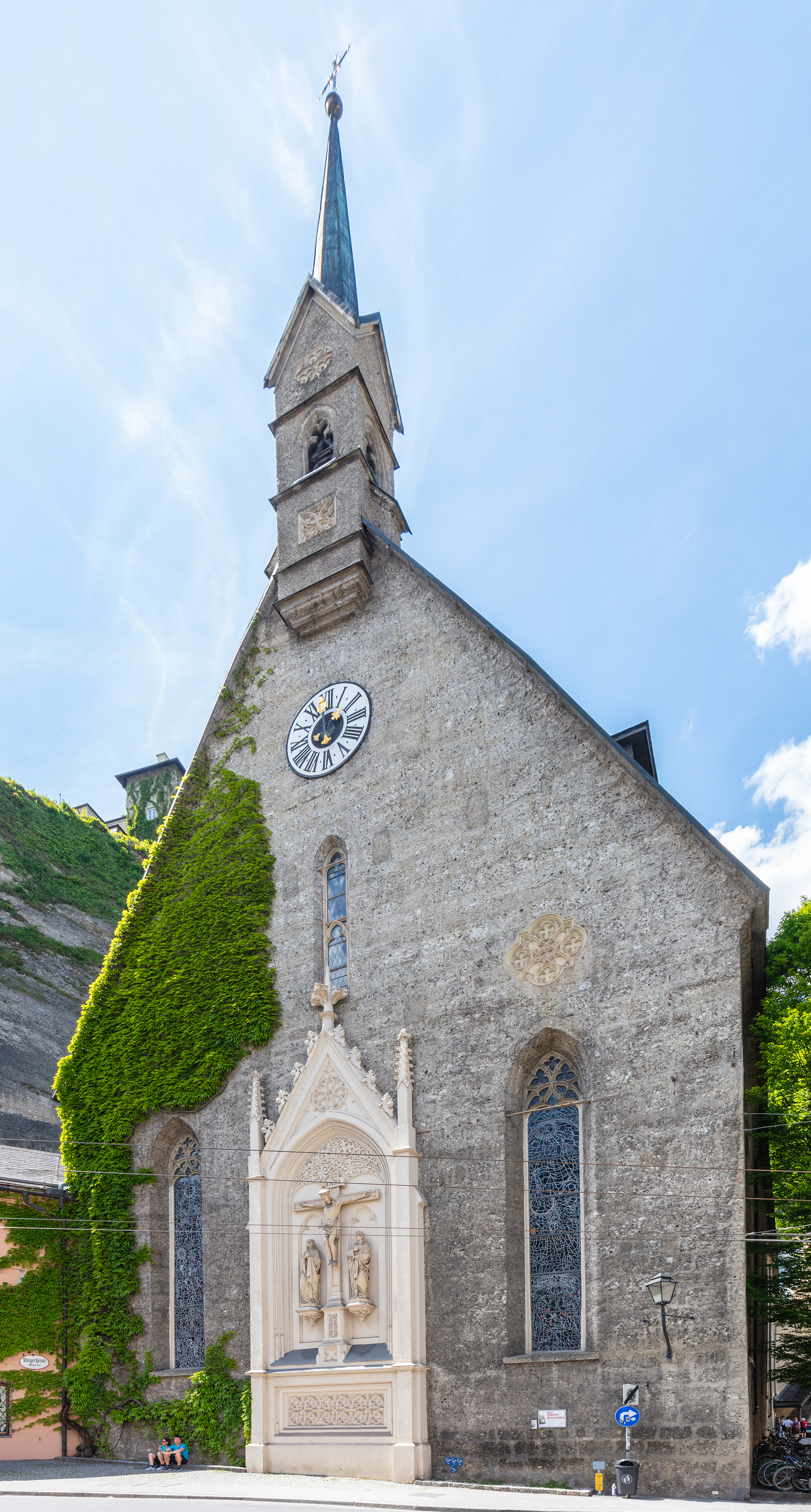
Fassade

### Altäre
Der klassizistische Hochaltar wurde 1785 nach einem Entwurf von Louis (Ludwig) Genier errichtet, der dann von Johann Högler ausgeführt worden war. Er zeigt in der mittigen Nische die Kreuzigungsgruppe mit Maria und Johannes und als Aufsatz die Bundeslade mit zwei anbetenden Engeln. Die Bilder wurden von Franz de Paula Hitzl gemalt.
Eine besonders wertvolles Kunstwerk ist der zierliche spätgotische Sakramentsschrein, der einst wohl als Reliquienschrein diente. Er besitzt die Form einer filigran und aufwändig gestalteten gotischen Kirche samt einem kleinen Erker und ist mit vier figürlichen Schnitzreliefs versehen. Dieses Kleinod wird dem Meister von Mauterndorf zugeschrieben. In einer Altarnische findet sich in einem Holzrahmen das Gnadenbild von Maria Plain.
Der westliche Seitenaltar der Nordwand zeigt im Altarblatt den heiligen Blasius, ein Bild das 1853 Josef Jaud malte. Das barocke ältere Oberbild zeigt den heiligen Stephanus.
Der östliche Seitenaltar der Nordwand besitzt ein Altarblatt mit dem Bild der Maria Immaculata von Franz Hellweger (1872 gemalt) und ein Oberbild der heiligen Anna.
Der südliche Seitenaltar zeigt als Altarblatt die Anbetung der Heiligen drei Könige, ein Bild, das Paul Troger 1746 malte und als Oberbild die büßende Maria Magdalena. Die seitlichen Statuen des Altars stellen den heiligen Johannes den Evangelisten und den heiligen Johannes den Täufer dar. Sie wurden von Josef Anton Pfaffinger gestaltet.

### Orgel
Die Orgel wurde 1894 vom Orgelbauer Albert Mauracher gebaut. Das Instrument hat 18 Register auf zwei Manualen und Pedal. Die Spiel- und Registertrakturen sind mechanisch.
| I Hauptwerk C–g3 |              |       |
| 1.               | Bourdon      | 16′   |
| 2.               | Prinzipal    | 8′    |
| 3.               | Hohlflöte    | 8′    |
| 4.               | Octav        | 4′    |
| 5.               | Traversflöte | 4′    |
| 6.               | Quinte       | 2 ⁄3′ |
| 7.               | Octav        | 2′    |
| 8.               | Mixtur       | 2′    |

| II Brustwerk C–g3 |                 |    |
| 9.                | Geigenprinzipal | 8′ |
| 10.               | Dolce           | 8′ |
| 11.               | Gedeckt         | 8′ |
| 12.               | Prästant        | 4′ |
| 13.               | Gemshorn        | 4′ |
| 14.               | Blockflöte      | 2′ |

| Pedal C–f1 |            |     |
| 15.        | Subbass    | 16′ |
| 16.        | Violonbass | 16′ |
| 17.        | Octavbass  | 8′  |
| 18.        | Posaune    | 16′ |

- Koppeln: II/I, I/P, II/P

## Gotischer Saal
Der ehemalige Betchor der Pfründner ist heute großteils von der Kirche getrennt und den Salzburgern als Gotischer Saal bekannt. Er wird seit 1987 als Konzertsaal für die Salzburger Adventserenaden genutzt. Der Saal besitzt ein Sterngratgewölbe mit flachen Putzrippen. Der östlichste Teil des einstigen Pfründner-Chores dient heute durch eine Wand vom übrigen Saal getrennt als Kirchenempore.

## Bürgerspital (Admonter Hof)

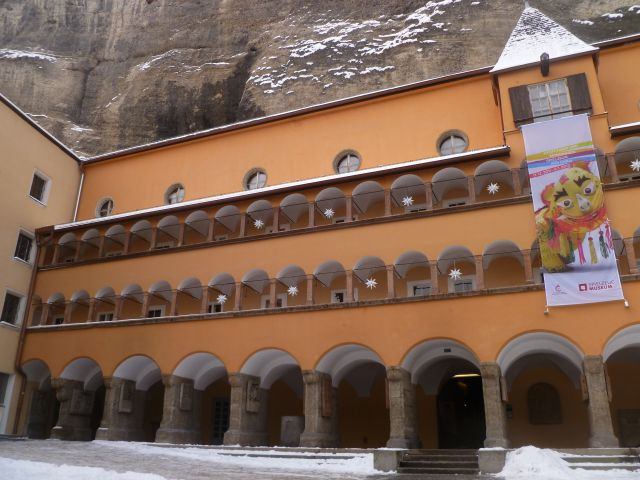
Bürgerspital

Das alte Bürgerspital, auch Admonter Hof genannt, besteht aus vier Trakten, die um einen geschlossenen Hof herum gruppiert sind. Die im Kern ältesten Trakte stammen aus der Zeit der Entstehung der Blasiuskirche. Diese Spitalstrakte wurden mehrfach vergrößert. 1560 wurde das Spital in den Mönchsberg hinein erweitert, wobei am Mönchsberg vor den neu geschaffenen Zellen für die Pfründner Laubenbögen mit Kreuzgratgewölben nach außen führen. Diese schmucken Laubengänge im Innenhof bilden gerade für Touristen eine besondere Sehenswürdigkeit. Nochmals wurde das Spital dann 1570 mit dem Pfründnerhaus erweitert. Der Straßentrakt entstand gegen Ende des 18. Jahrhunderts.
Das Spital wurde 1898 aufgelassen und 1944 durch Bombenschäden teilweise zerstört, wobei die alte Bausubstanz nach dem Krieg weitestgehend wiederhergestellt wurde. Heute ist das alte Bürgerspital teilweise vom Salzburger Museum Carolino Augusteum genutzt. Hier ist das bekannte vielbesuchte Salzburger Spielzeugmuseum untergebracht.
Dieses Bauwerk steht ebenfalls unter Denkmalschutz.

## Der einstige Friedhof St. Blasius

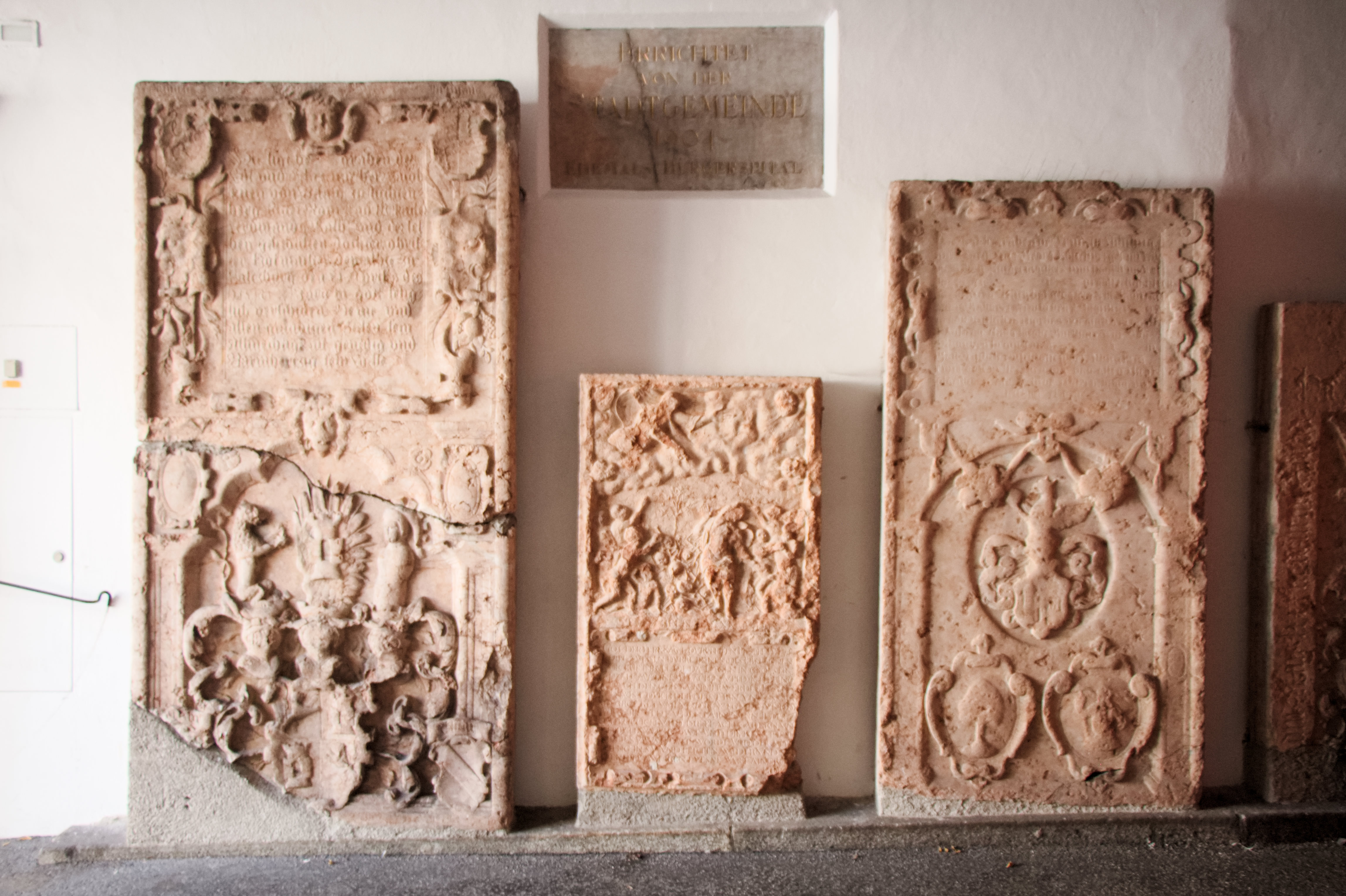
Grabreliefe beim Zugang zum Gotischen Saal

Dieser Friedhof wurde wohl gemeinsam mit dem Bürgerspital angelegt. Er war nur Spitalsbewohnern vorbehalten und wurde schon 1788 aufgelassen. Verschiedene Grabsteine sind bis heute erhalten und wurden entlang der Wand vor dem Zugang zum Gotischen Saal aufgestellt, etwa der Grabstein von Katharina Stainhauser († 1599) mit zwei wappenhaltenden Engeln und der Grabstein mit dem Wappen der Kaserer. In den Fußboden sind dort alte Grabsteine aus dem 17. und 18. Jahrhundert eingelassen.